# Iglesia de San Pedro Apóstol (Sueca)
La iglesia arciprestal de San Pedro Apóstol de Sueca, se encuentra en la céntrica plaza de San Pedro de la ciudad de Sueca. Está catalogada como Bien de interés cultural, con número de anotación ministerial: R-I-51-0004771.

## Descripción histórico-artística
Esta iglesia puede considerarse de origen románico, aunque a lo largo del tiempo ha sufrido grandes remodelaciones y ampliaciones. Existen documentos que acreditan que la iglesia poseía un retablo gótico de finales del siglo XIV, que no se encuentra en la actualidad, pues en 1550 fue sustituido por uno renacentista más acorde con los gustos de la época y cuya autoría podría considerarse del grupo de Vicente Macip o de Juan de Juanes. Es también durante el siglo XVI cuando se procede a la ampliación del templo. Más tarde, entrados en el siglo XVIII, se vuelve a sustituir el retablo por otro nuevo obra de Andrés Robles, aunque tampoco éste llegó a nosotros, pues fue a su vez sustituido por otro en 1929 que fue destruido en julio de 1936 en el contexto de la Guerra Civil Española.
En la posguerra se construyó el actual altar mayor.
La estructura de la iglesia tiene tres naves, divididas en cuatro tramos, con crucero que destaca en planta (y que tiene una gran cúpula sobre tambor octogonal que descansa en pechinas), y una cabecera con girola. La Capilla de la Comunión está en el centro del ábside, la cual también posee una cúpula similar a la del crucero.
El interior está decorado con mármoles de diferentes colores.
También tiene una torre campanario que se levanta en el cuarto tramo del lado del Evangelio, y que algunos autores (F. Garín) consideran obra de hacia 1700. Tiene cinco cuerpos, siendo el tercero el de campanas y los dos últimos de menor tamaño a modo de remate. Está fabricado en ladrillo y piedras. Presenta un zócalo de sillares, y en la parte superior un antepecho de piedra rematado con pirámides y bolas que forma un paso por todo el perímetro.
A principios del siglo XX la fachada fue cubierta, y tiene dos torres. La parte central de la fachada tiene dos cuerpos, en el inferior se encuentra la puerta de acceso a través de un arco de medio punto peraltado, enmarcada por sendas columnas. En el cuerpo superior hay una gran óculo cegado en el que se sitúa la imagen del santo titular (San Pedro). Esta parte central está rematada por un frontón triangular coronado por pirámides. Mientras las torres laterales tienen tres cuerpos y presentan nichos vacíos, estando rematada la cubierta de las torres con teja azul al igual que la cúpula.